# RTEMS
RTEMS – system operacyjny czasu rzeczywistego (RTOS) rozwijany jako projekt Open Source na licencji GPL dla wielu platform: MC68000, Intel i960, Intel i386, MIPS czy LEON.
Obsługuje API POSIX-a i ulTRON-a.